# Nikolaj Aleksandrovič Verëvkin
Nikolaj Aleksandrovič Verëvkin (in russo Николай Александрович Верёвкин?) (3 agosto 1820 – San Pietroburgo, 9 luglio 1878) è stato un militare russo.

## Biografia
Verëvkin fu educato nel 1º corpo dei cadetti di Mosca, da dove uscì nel 1839 con il grado di praporščik dell'artiglieria.
Durante la guerra d'indipendenza ungherese del 1849, mentre prestava servizio nel 3º corpo d'armata del generale Fëdor Vasil'evič Ridiger, partecipò alle battaglie di Vác e di Debrecen, fu insignito dell'ordine di San Vladimiro di 4º grado con fiocco e promosso štabs-kapitan.
Durante la guerra di Crimea partecipò all'assedio di Silistra, al comando di una divisione di artiglieria; fu poi nominato ufficiale di stato maggiore dell'artiglieria dell'Esercito del Sud. Per il suo comportamento durante la battaglia della Cernaia del 4 agosto 1855 ricevette la spada d'oro al coraggio, e dopo l'assedio di Sebastopoli fu promosso tenente colonnello. Alla fine della guerra comandò una batteria della 17ª brigata.
Nel 1861, mentre per incarichi speciali si trovava agli ordini del comandante del corpo separato di Orenburg, partecipò alla cattura di Jana-Kurgan: per i suoi meriti militari fu promosso colonnello e nominato capo della linea del Syr Darya. Per la cattura della città di Turkistan con un distaccamento numericamente inferiore alla guarnigione, fu insignito dell'ordine di San Giorgio di 4ª classe e promosso maggior generale. Nel 1865 fu nominato atamano dei cosacchi dell'Ural.
Il 6 luglio 1869 fondò la fortezza di Uli nella steppa kirghisa.
Durante la campagna khivana dal 1873 Verëvkin comandò il distaccamento di Orenburg. Partito il 26 febbraio da Emba (sull'omonimo fiume), si diresse attraverso steppe innevate verso Khiva. Il cammino fu estremamente difficile: iniziato in un rigido inverno, si concluse con un caldo torrido. Il 14 maggio l'avanguardia del distaccamento di Orenburg si unì al distaccamento del colonnello Nikolaj Pavlovič Lomakin proveniente della penisola Mangyšlak. Durante l'avanzata verso Khiva ci furono scontri quasi quotidiani con il nemico e furono conquistate le città di Xo'jayli e Mang'it. Il 28 maggio (secondo il calendario giuliano) i russi stabilirono la loro posizione di fronte alla porta Shah-abad di Khiva e tentarono prenderla: lo stesso Verëvkin fu ferito alla testa durante l'assalto. Il 29 maggio l'assalto fu ripetuto e la porta di Shah-Abad fu presa. I russi entarono in città e un'avanguardia comando di Michail Dmitrievič Skobelev occupò il palazzo del khan. Lo stesso giorno il distaccamento proveniente dal Turkestan al comando dell'aiutante-generale Konstantin Petrovič von Kaufman si avvicinò a Khiva: fu dichiarato l'armistizio e i khivani capitolarono. Per questa campagna Verëvkin fu insignito dell'ordine di San Vladimiro di 2ª classe e, il 22 luglio 1873, dell'ordine di San Giorgio di 3ª classe
Dopo la spedizione di Khiva Verëvkin tornò alle sue funzioni di atamano dei cosacchi dll'Ural. Sotto il suo comando, nel 1874, fu introdotto nell'esercito un nuovo regolamento sulla coscrizione militare e sulla gestione economica pubblica. Nel 1876 fu nominato membro del "Comitato Aleksandr per i feriti" (un'istituzione caritatevole dell'Impero russo per fornire assistenza ai militari disabili e alle famiglie di coloro che sono morti a causa delle ferite).
Verëvkin morì a San Pietroburgo il 9 luglio 1878 e fu sepolto nel cimitero del convento di Novodevichij.

## Decorazioni e riconoscimenti

### Decorazioni e riconoscimenti dell'Impero russo
- Ordine di Sant'Anna, cavaliere di 3ª classe (22.06.1846)
- Ordine di San Vladimiro, cavaliere di 4ª classe con fiocco (31.10.1849)
- Ordine di Sant'Anna, cavaliere di 2ª classe (24.10.1851)
- Spada d'oro al coraggio (1855)
- Distintivo d'onore per 25 anni di servizio meritorio (1857)
- Ordine di San Stanislao, cavaliere di 2ª classe con corona imperiale (1860)
- Ordine di San Vladimiro, cavaliere di 3ª classe con spade (1864)
- Ordine di San Giorgio, cavaliere di 4ª classe (25.12.1865)
- Ordine di San Stanislao, cavaliere di 1ª classe (1866)
- Ordine di Sant'Anna, cavaliere di 1ª classe (1868, con corona imperiale nel 1870)
- 2.000 desjatine di terra (1868)
- Ordine di San Giorgio, cavaliere di 3ª classe (22.07.1873)
- Ordine di San Vladimiro, cavaliere di 2ª classe con spade (1873)
- Ordine dell'Aquila Bianca (1876)[3]

### Decorazioni straniere
- Ordine della Corona ferrea, cavaliere di 3ª classe, Impero austro-ungarico (1850)
- Ordine del Leone e del Sole, cavaliere di gran croce, Persia (1874)